# Andělská Hora, Karlovy Vary
Andělská Hora là một làng thuộc huyện Karlovy Vary, vùng Karlovarský, Cộng hòa Séc.